# Denys Morisset
Pour les articles homonymes, voir Morisset.
Denys Morisset, né à Paris le 8 août 1930 et décédé à Québec le 25 janvier 1990, est un artiste-peintre, sculpteur et photographe.

## Biographie
En 1934, après quelques années à Paris, ses parents, Gérard Morisset et Marguerite Mignault, sont revenus vivre à Québec. C'est dans cette ville que Denys Morisset a fait ses études primaires, secondaires et classiques pour finalement obtenir un baccalauréat en arts de l'Université Laval en 1951.
Dès 1948, sous le tutorat de son père, qui est historien d'art , il s'intéresse à l'histoire de l'art et se met à la pratique de la peinture et du dessin.
En 1951, il partage avec Paul-Vanier Beaulieu, Jean Dallaire, Jean Paul Lemieux et Alfred Pellan les honneurs des concours artistiques du Québec.
En 1954-1955, il sculpte les trois statues de bois dorées pour les niches extérieures de l'église de Saint-François-de-l'Île-d'Orléans. Les statues représentent le Sauveur, saint Jacques le Majeur et saint François de Sales. Elles ont été partiellement brûlées lors de l'incendie de cette église en 1988. Aujourd'hui, la statue de saint Jacques le Majeur est encore visible dans la seule niche conservée lors de la rénovation de la façade de l'église. Celle de saint François de Sales, restaurée par le sculpteur Marc Côté, est maintenant à l'intérieur de l'église. La troisième statue a été trop brûlée pour être restaurée.
De 1959 à 1962, le peintre est directeur artistique de la galerie d'art La Huchette de la rue Couillard à Québec
De 1962 à 1965, il séjourne à Mexico, ce qui lui permet de prendre du recul et de concentrer ses recherches sur la photographie.
À son retour à Québec, il entreprend, des recherches sur la photographie anamorphique avec le cinéaste Paul Vézina. Leurs travaux débouchent sur un film, Mémoire liquide,, qui sera projeté au Pavillon du Québec durant l'exposition internationale d'Osaka en 1970.
Tout en poursuivant ses recherches en peinture et en photographie, Denys Morisset travaille en publicité et en communication. Il prononce de nombreuses conférences et collabore à des revues d'art, telles Culture vivante et Vie des arts. À l'occasion, il écrit pour le journal Le Soleil et participe à des émissions de Radio-Canada et donne aussi des cours à l'École d'architecture de Québec, au Conservatoire d'art dramatique ou à l'École des arts visuels de l'Université Laval.
À partir de 1948, Denys Morisset a tenu de nombreuses expositions à Québec, Montréal et Mexico. En 1969, à la galerie Jolliet, il présente Morisset rides again, exposition remarquée par ses grands tableaux représentant des femmes nues, les bras en croix,,. En 1972, il monte la première exposition multidisciplinaire au Musée du Québec: Morisset's bazaar,. Par la suite, il présente des expositions consacrées exclusivement à ses tableaux récents, comme en 1976 à la galerie Benedek-Grenier et en 1983 à la galerie du Parc.
En 1979, l'artiste s'établit dans un loft-atelier-galerie situé rue Saint-Paul à Québec. Il y accueille tous les mardis soirs une multitude de personnes qui doivent obligatoirement apporter de quoi boire et des connaissances à partager.
En 1984, pour l'inauguration du nouveau Palais de justice de Québec, Denys Morisset monte, avec son ami et collaborateur Pierre Bernier, l'exposition Les Joyaux des collections privées de la Ville de Québec.
Pendant la dernière décennie de sa vie, le peintre arrive à vivre de son expression artistique en négociant des espaces chez les commerçants de son voisinage. Ses tableaux s'affichent un certain temps à plusieurs vitrines de la rue Saint-Paul à Québec, par exemple dans les bars, les restaurants, chez un antiquaire et même dans quelques fenêtres de maisons privées. Sa démarche culmine par une exposition rétrospective, un mois avant son décès, sur les cinq étages du commerce Mobilier International qui venait de fermer. Y ont été exposés quatre cents tableaux, dessins, photographies et objets d'art, incluant même les sculptures religieuses modifiées par le feu de l'église de Saint-François de l'Île d'Orléans.
Au cours de sa vie, Denys Morisset a produit plus d'un millier d'œuvres (tableaux, dessins, sculptures et émaux sur cuivre) sans compter de nombreuses photographies et caricatures. Quelques-unes de ses œuvres font partie de la collection du Musée national des beaux-arts du Québec. De nombreuses autres ont été acquises par des collectionneurs québécois.

## Musées et collections publiques
- Musée Louis-Hémon
- Musée national des beaux-arts du Québec, Québec[20]